# Iskolatej
Az iskolatej-program lényege, hogy alanyi jogon kapnak naponta tejet illetve tejterméket az alapfokú oktatási intézményekben tanuló gyermekek, járjanak állami, önkormányzati, vagy egyházi fenntartású iskolába.

## Története
Az óvodások és általános iskolások részére szervezett ingyenes tejakciót hazánkban először Makón hirdették meg 1937-ben. Dr. Batka István főorvos javaslatára a város képviselő-testülete magára vállalta a költségek egy részét, a fennmaradó összeget az ínségakció keretéből egészítették ki. Makó öt iskolájában vezették be az akkor „tejtízórainak” nevezett programot, naponta 650 adagot osztottak szét. Batka főorvos országos lapokban cikkezett az iskolatej hasznosságáról, a helyes táplálkozásban betöltött szerepéről, hangsúlyozta annak fontos szerepét a tüdőbaj leküzdésében és megelőzésében. S. Bálint György, a város felsőházi képviselője a parlamentben szólalt föl az akció egész országra való kiterjesztése érdekében. Az iskolatej-kampány hatásosnak bizonyult, a következő tanévben már húsz iskola és óvoda kapcsolódott be az akcióba.
A rendszerváltást követően, 1998. szeptember 1-jén Szabolcs-Szatmár-Bereg megyében indult újra az iskolatej-akció. A megye valamennyi bölcsődéjében, óvodájában és általános iskolájában naponta 2,5 deciliter tejet vagy kakaót kaptak ingyen a gyerekek. A teljes költség 70 százalékát a Földművelésügyi és Vidékfejlesztési Minisztérium (FVM) vállalta magára, míg a fennmaradó 30 százalékot az önkormányzatok fedezték. Így 85 ezer gyermek jutott hozzá napi egy pohár tejhez. 
A program két éven belül már hét megyére (Bács-Kiskun, Borsod-Abaúj-Zemplén, Hajdú-Bihar, Heves, Nógrád, Somogy, Szabolcs-Szatmár-Bereg), Hódmezővásárhelyre és egy székesfehérvári iskolára (Joginfo, 2001) terjedt ki (FVM, 1999). A szaktárca támogatási keretéből 1,1 milliárd forint állt rendelkezésre, a terméktanács 200 millió forinttal járult hozzá a programhoz, a maradékot – a kiadások 30 százalékát – az önkormányzatok állták. Az akcióban részt vevő cégek poharanként 23 forint plusz áfa önköltségi árért szállították a tejet. A kezdeményezést 2001 áprilisában az agrártárca felfüggesztette, mivel az Állami Számvevőszék vizsgálata szerint a minisztérium törvénytelenül, a piacra jutási támogatásokból, közbeszerzési eljárás nélkül biztosította a támogatást, amelyből a jogszabályi előírások szerint szociális célokra nem költhetett volna (Baltavári, 2001). Az iskolatejprogramot 2001. december 31-ig a Tej Terméktanács önállóan folytatta, amit a korábban fel nem használt maradványösszegek tettek lehetővé. A 2002/2003. tanév első félévére a 2382/2001. (XII. 20.) Korm. határozat biztosított 800 millió forintot. Az iskolatej programot a Tej Terméktanács a Gyermek-, Ifjúsági és Sportminisztérium felkérése alapján 2002. szeptember-december között saját hatáskörben folytatta, aminek megvalósítására 540 millió forint állt rendelkezésre a 2284/2002. (IX. 26.) Korm. határozat szerint. Az iskolatej program gyakorlatilag forráshiány miatt nem folytatódott 2003-tól, mivel a kormányzat az iskoláknak nyújtott élelmezési támogatást növelte ugyan, de azzal a megjegyzéssel, hogy a keretük terhére önállóan dönthetnek az iskolatej programról (Tejportál, Riedel Loránd Rudolf, 2011). 
Az ingyenes, szervezett keretek között történő iskolai tejfogyasztás az eltelt bő hetven év alatt többször is szünetelt, és számos alkalommal indították újra. Legutóbb 2004. május 1-jén hozták meg az iskolatej program újraindításáról szóló 1026/2004. (III. 31.) Korm. határozatot. A jelenleg is életben lévő határozat alapján a program az egész országra kiterjed, finanszírozásáról a kormány gondoskodik. A döntéshozók azt remélik, hogy csökkenthető a gyermekek körében egyre növekvő csontritkulásos esetek száma, és megváltoztathatóak az iskolai büfékhez köthető, többnyire egészségtelen élelmiszer-fogyasztási szokások. Az általános iskolás diákok ma is fejenként két és fél deci tejet kapnak tízóraira, a program pedig a tejágazat túltermelési gondjain is enyhíthet. A kezdeményezés határon túlra is átterjedt, a székelyföldi Kovászna megyében például az iskolatej mellé kifli és alma is jár a gyerekeknek.